# Barral de Baux

Brasão de Armas de Barral de Baux.

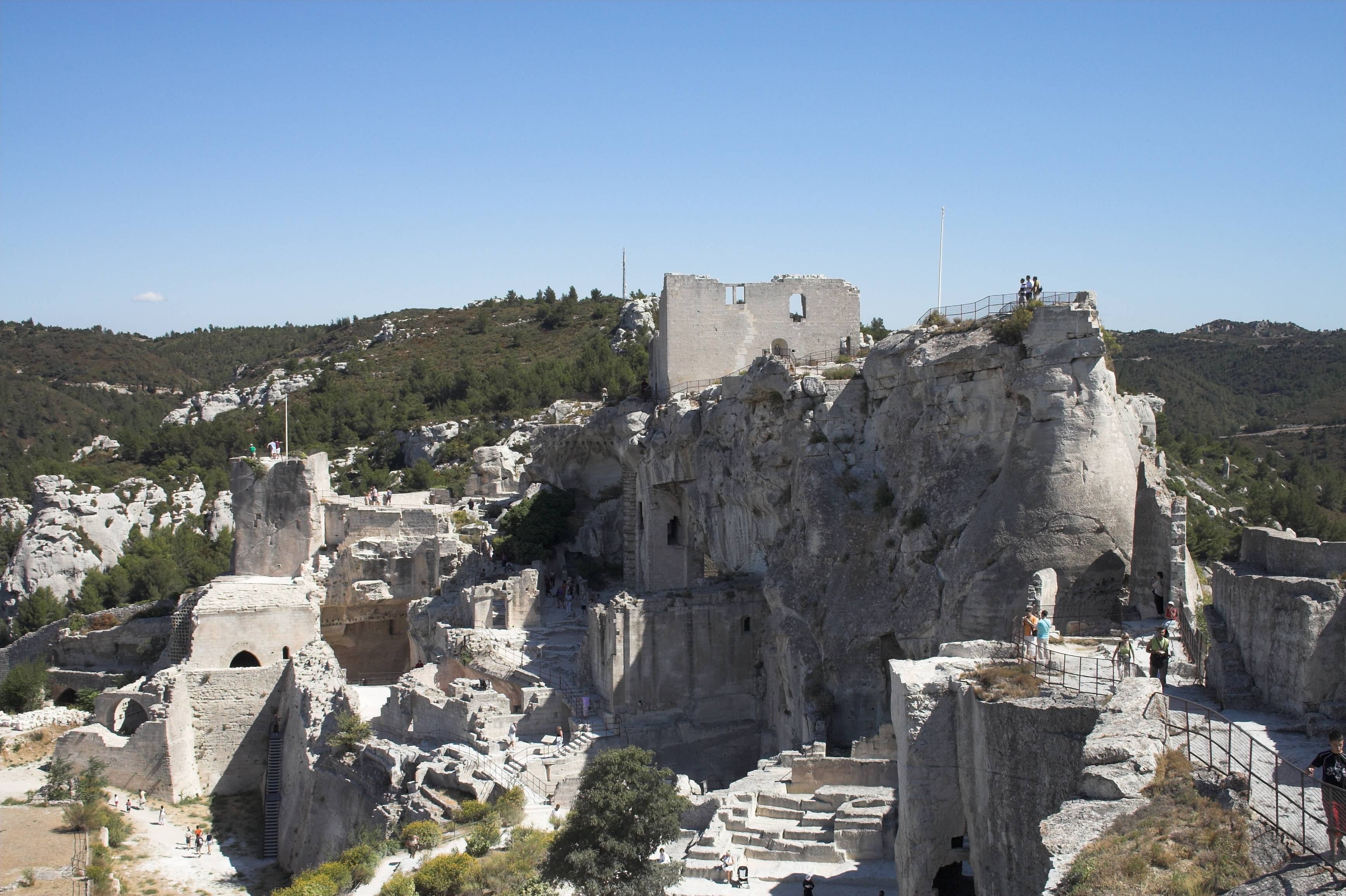
Castelo de Baux.

Barral de Baux (? - 1268) foi um nobre medieval do Reino de França, Senhor de Baux e visconde de Marselha. Em 1253 passou a viver em Itália.
Barral participou na Cruzada albigense, e procedeu à invasão do Condado Venaissino em 1234 com a ajuda de Raimundo VII de Toulouse.

## Relações familiares
Foi filho de Hugues IV de Baux, visconde de Marselha e de Barrale de Marselha. Casou com Sibylle de Anduze, de quem teve:
1. Cecília de Baux (1200 - 1275) casou com Amadeu IV de Saboia, conde de Saboia,
2. Bertrand III de Baux (? – 1304/1305, Senhor de Baux, conde de Avellino casou antes de 20 de abril 1244 com Filipa de Poitiers, (? – 1283) filha de Aimar III de Valentinois, conde de Valentinois.
3. Hugo (? – depois 1251);
4. Marquisa (? – depois de 1279), casou cerca de 1256 com Henrique II de Rodes, conde de Rodes (? – depois de 1304),
5. Cecília de Baux (? – depois de 1275, chamada de a "Passerose", casada com Amadeus IV de Saboia.
6. Marguerite.